# Patrick Allewaert
Patrick Allewaert (Roeselare, 8 februari 1945) is een voormalig Belgisch senator.

## Levensloop
Na zijn middelbaar onderwijs studeerde Allewaert boekhouding in het avondonderwijs. Vervolgens werkte hij als zelfstandige.
Begin jaren 1960 kreeg hij sympathie voor de Vlaamse Beweging. Hij werd politiek actief voor de Volksunie en was van 1966 tot 1970 voorzitter van de partijafdeling in Roeselare. Bij de gemeenteraadsverkiezingen van 1970 werd hij verkozen tot gemeenteraadslid van Roeselare en van 1983 tot 1994 was hij schepen van Feestelijkheden en Financiën. 
Nadat de Volksunie in 1994 in Roeselare een kartel aanging met de CVP, verliet Allewaert de Volksunie en werd hij op een onafhankelijke lijst herkozen als gemeenteraadslid van Roeselare. In 2000 trad hij toe tot de CVP en vervolgens de CD&V. Hij bleef gemeenteraadslid tot in 2006 en was vervolgens van 2006 tot 2016 OCMW-raadslid van Roeselare.
Van januari tot november 1991 zetelde hij eveneens in opvolging van Frans Baert als gecoöpteerd senator in de Belgische Senaat.